# Peix clavellat
El peix clavellat (Echinorhinus brucus) és una espècie de tauró que apareix molt rarament a les llotges de peix dels Països Catalans.

## Descripció
- Cos recobert de denticles dèrmics poderosos, semblants a una tatxa, de 10 mm d'alçada, irregularment escampats. Aquests poden unir-se i formar grups, de dos a deu denticles, creant plaques d'un diàmetre màxim de 25 mm.
- El color de l'individu és gris fosc o negre violat.
- Amb cinc parells de fenedures branquials.
- Sense aleta anal.
- Pot arribar a tenir 310 cm de longitud total i fer més de 170 kg de pes.
- La femella assoleix la maduresa sexual entre els 213 i 231 cm i el mascle entre els 150 i 174 cm.

## Hàbitat
Té uns moviments lents, pot aparèixer en aigües somes properes a la costa a una profunditat de 19 m, però sovinteja més en fondàries de 900 m. És una espècie bastant rara.

## Alimentació
Menja petits taurons (com els agullats), peixos ossis i també crancs.

## Reproducció
És ovovivípar aplacentari. Neixen de 15 a 24 cries per ventrada, que fan entre 29 i 90 cm de longitud.

## Aprofitament
En l'actualitat no té cap tipus d'interès econòmic. Anys enrere se li extreia l'oli del fetge, que era emprat, en altres latituds, amb propòsits curatius.